# مجرة حلزونية ضلعية

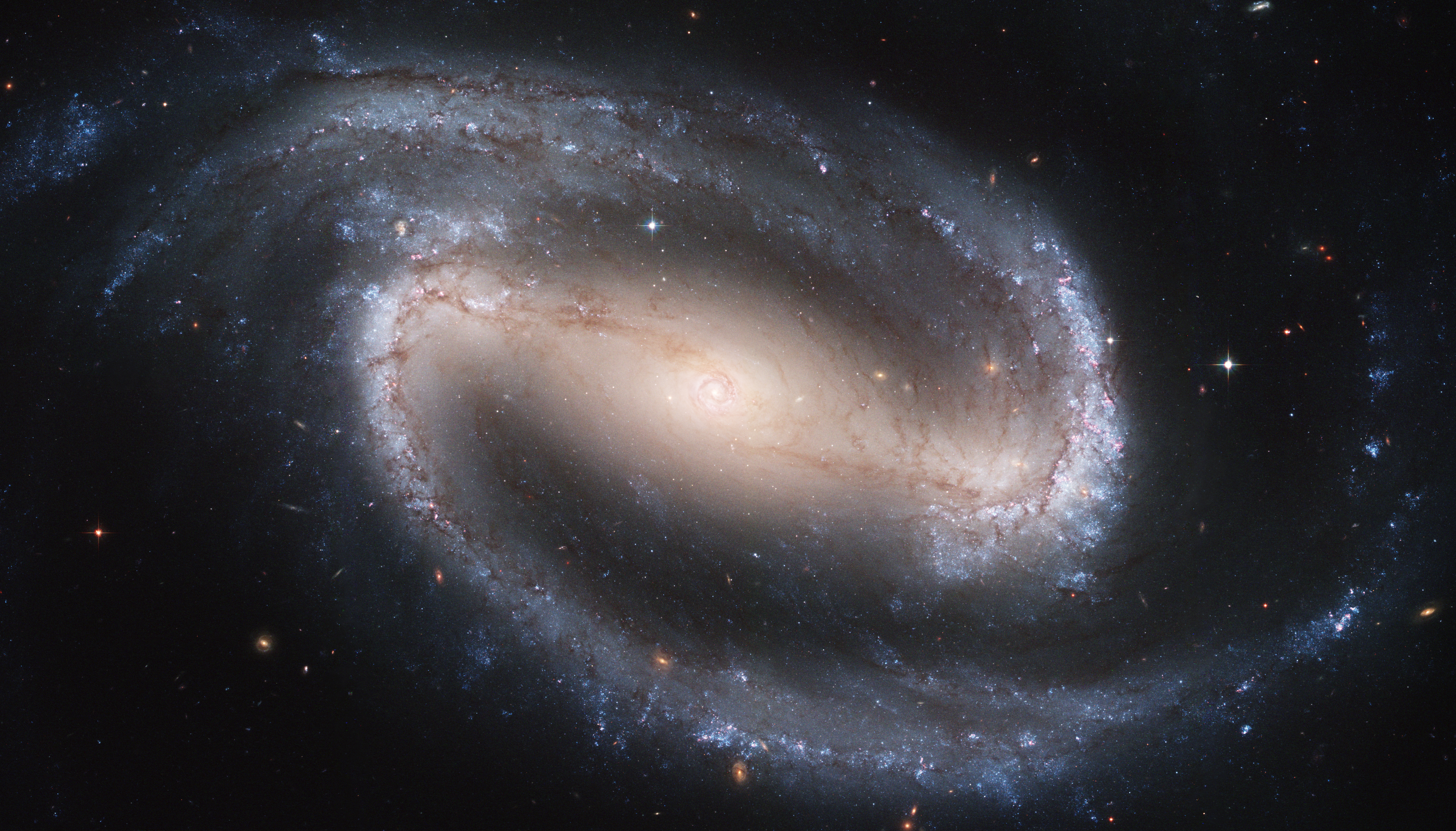
صورة للمجرة الحلزونية الضلعية NGC 1300 التقطها تلسكوب هابل الفضائي.

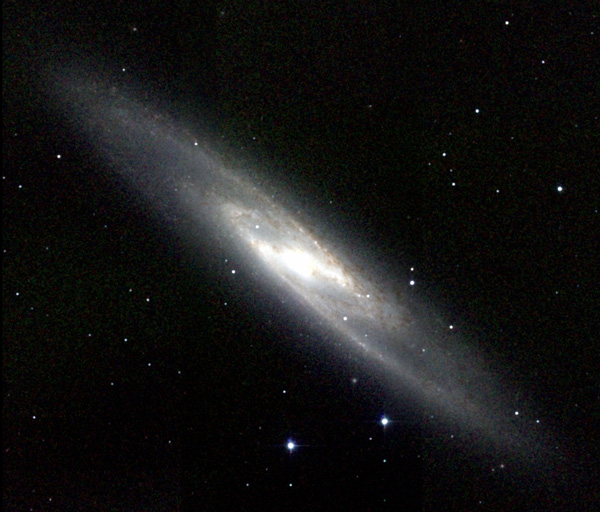
مجره معمل النحات (2MASS).

مجرة حلزونية ضلعية أو قضيبية (بالإنكليزية: barred spiral galaxy) هو نوع من المجرات الحلزونية التي يتوسطها ضلع أو قضيب من النجوم (أو بالأحرى حوصلتها ضلعية الشكل). ويعتبر نصف عدد المجرات الحلزونية المعروفة مجرات حلزونية ضلعية. ويؤثر الضلع الذي يتوسط المجرة كل من حركة النجوم والغاز الكوني في أذرع المجرة. ومن المجرات التي تصنف كمجرات ضلعية مجرة المرأة المسلسلة. إن مادة المجرات الضلعية تتركز بشكل أساسي في القرص المجرّي. حوالي %70 من المجرات المصنفة في الكون هي حلزونية، نصفها منتظمة ونصفها ضلعية. كتلة المركز لمثل هذه المجرات تقدر بـ100 مليار كتلة شمسية.

## اقرأ أيضاً
- إن جي سي 2442
- مسييه 83
- مجرة الشرغوف
- مجموعة مجرات هيكسون
- مجرة دولاب الهواء
- علم الفلك للأشعة السينية
- سداسية زايفرت
- سكوربيوس إكس-1
- قزم أبيض
- عملاق أحمر
- إن جي سي 678
- نجم نيوتروني
- إن جي سي 4314
- الانفجار العظيم
- خط زمني للانفجار العظيم
- ثقب أسود
- نابض
- نجم متغير
- متغير سيفيدي
- نجم الدجاجة إكس-1

## وصلات خارجية
- موقع الكون نسخة محفوظة 3 أغسطس 2019 على موقع واي باك مشين.
- مجرات حلزونية ضلعية في موقع الكون